# 20 Pułk Piechoty (Imperium Rosyjskie)
20 Halicki pułk piechoty (ros. 20-й пехотный Галицкий полк) – pułk piechoty okresu Imperium Rosyjskiego.

## Charakterystyka
Sformowany w 1811. Stacjonował w Żytomierzu. Nosił nazwy: Halicki pp (1811–1833), Halicki pjegr (1833–1856).

 W przededniu I wojny światowej pułk etatowo posiadał cztery bataliony po cztery kompanie oraz kompanię tyłową. Kompania piechoty czasu wojny liczyła około 240 żołnierzy i 4–5 oficerów. Na szczeblu pułku występował także pododdział karabinów maszynowych (8 km), łączności (w tym 14 konnych gońców i 21 telefonistów) i zwiadowczy (64 zwiadowców, w tym 4 kolarzy). W sumie pułk liczył około 4000 żołnierzy.

W  lipcu 1914, na bazie zalążków wydzielonych z pułku, w ramach 2 fali mobilizacyjnej, sformowany został rezerwowy 232 pułk piechoty.

20 pułk piechoty rozformowany został w 1918.

## Przyporządkowanie
Lipiec 1914:
- Kijowski Okręg Wojskowy (Киевский военный округ)
  - 9 Korpus Armijny
    - 5 Dywizja Piechoty
      - 2 Brygada
        - 20 Halicki pułk piechoty – Żytomierz